# Humar
Humar je priimek v Sloveniji, ki ga je po podatkih Statističnega urada Republike Slovenije na dan 1. januarja 2010 uporabljalo 938 oseb.

## Znani nosilci priimka
- David Humar (*1968), brigadir Slovenske vojske
- Eleonora Humar, skladateljica
- Gorazd Humar (*1949), inženir gradbeništva (strok. za mostove), publicist, urednik, fotograf; predsednik društva TIGR Primorske
- Ivan Humar (*1944), zamejski politik
- Ivan Humar-Malachino, španski borec
- Iztok Humar, elektrotehnik
- Janko Humar (*1959), alpinist, publicist
- Jasna Humar, kirurginja
- Jernej Humar, fotograf
- Jožko Humar (1914—2008), pravnik, sodnik in kulturni delavec
- Jurij Humar (Georg Holmar) (1819—1890), duhovnik "Primskovški gospod", pasigraf, bioenergetik, homeopat
- Kazimir Humar (1915—2001), duhovnik, stolni vikar (častni prelat), kulturni delavec in publicist (1962-82 preds. Slovenske katoliške prosvete v Italiji)
- Maja Humar, zamejska politična in narodna delavka
- Majda Humar (1931—2017), medicinska sestra, organizatorka zdravstva v Istri
- Marjeta Humar (*1946), jezikoslovka terminologinja - leksikologinja
- Matjaž Humar (*1983), fizik (na Harvardu vsadil laser v človeško celico)
- Mauricij Humar (*1965), župan občine Miren - Kostanjevica
- Metod Humar (1939—2012), alpinist in gorski reševalec
- Miha Humar (*1975), lesar, univ. prof., dekan Biotehniške fakultete UL, Puhov nagrajenec, izr. čl. SAZU
- Slavko Humar (*1924—?), komercialist, politik in gospodarstvenik
- Tomaž Humar (1969—2009), alpinist (-solist) in gorski reševalec
- Zdenka Humar (por. Ralca) (1913—1991), zdravnica pediatrinja